# Gare de Sarrebourg
Gare de Sarrebourg – stacja kolejowa w Sarrebourg, w departamencie Mozela, w regionie Grand Est, we Francji.
Stacja kolejowa w 2013 należy do Société nationale des chemins de fer français (SNCF), obsługwana jest pociągi TGV linii LGV Est européenne oraz TER Lorraine i TER Alsace.